# اوژیتسه
اوژیسه (به صربی: Ужице) شهری در استان زنتراصربین کشور صربستان است که جمعیت آن در سال ۲۰۰۶ میلادی ۵۵٫۱۹۵ نفر بوده‌است.

## جستارهای وابسته

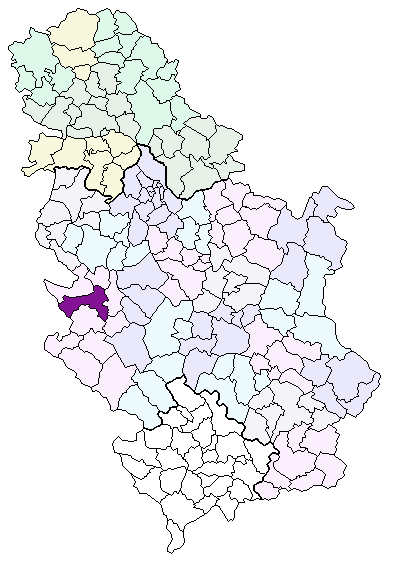